# Parco nazionale del Burren
Il parco nazionale del Burren è un'area protetta dell'Irlanda che comprende 1673 ettari del territorio a sud-est del Burren di proprietà dello Stato. Un progetto allo studio prevede l'espansione a nord ovest del parco e la creazione di una struttura in grado di gestire un'area complessiva di 63.000 ettari di territorio della contea di Clare.

## Storia
Nonostante la roccia calcarea copra buona parte del territorio (il termine burren deriva dalla parola “boíreann” che, in Irlandese, significa “posto roccioso”) e il territorio si presenti inospitale, la zona conta diversi segni della colonizzazione umana come dolmen e fortificazioni già dal 3.500 a.C. Il parco è di recente istituzione e vede contrapporsi diversi modelli di sviluppo. 
Il territorio del parco fu acquistato dal Governo per preservare la natura e per permettere il pubblico accesso alla zona.

## Geografia
I 1673 ettari del parco raggiungono il punto più alto di 207 m. s.l.m. nei pressi di Knockanes, dove un terrazzamento ricurvo prosegue in direzione sud verso Mullaghmór.

## Orografia
Il territorio del parco si è costituito nel periodo carbonifero. La roccia calcarea si è formata dai sedimenti di un mare tropicale che occupava gran parte dell'Irlanda. I sedimenti, compressi orizzontalmente, contengono resti di corallo fossile, ricci di mare, gigli di mare e Ammonoidee. Il territorio è carsico: le fenditure tra le pietre arenarie fanno filtrare l'acqua che le erode, spingendo le falde sempre più in profondità. Tale fenomeno è visibile presso le Grotte di Aillwee

## Flora
Le fenditure tra le rocce calcaree sono ricche di vegetazione. Le frequenti piogge irrigano le piante che occupano i fazzoletti di terra nelle intercapedini.
In questa zona si può trovare il 75% della flora dell'intera Irlanda. Tra queste si possono trovare anche numerose specie di orchidee.

## Fauna
Gli animali che abitano il parco sono altrettanto numerosi. Tra i mammiferi si possono trovare lepri, volpi, ermellini, martore, pipistrelli, capre selvagge, topi campagnoli, conigli, scoiattoli, tassi, visoni e lontre. 
Ci sono inoltre 89 specie di uccelli, oltre a diversi tipi di farfalle e insetti, vipere, rane e pesci lacustri.

## Sentieri
I sentieri del parco corrispondono per lo più con le strade che lo percorrono in lungo e in largo. Il territorio ai margini del parco è occupato da aziende agricole dedite all'allevamento di bestiame con conseguenti limitazioni a potenziali escursionisti.

## Galleria d'immagini

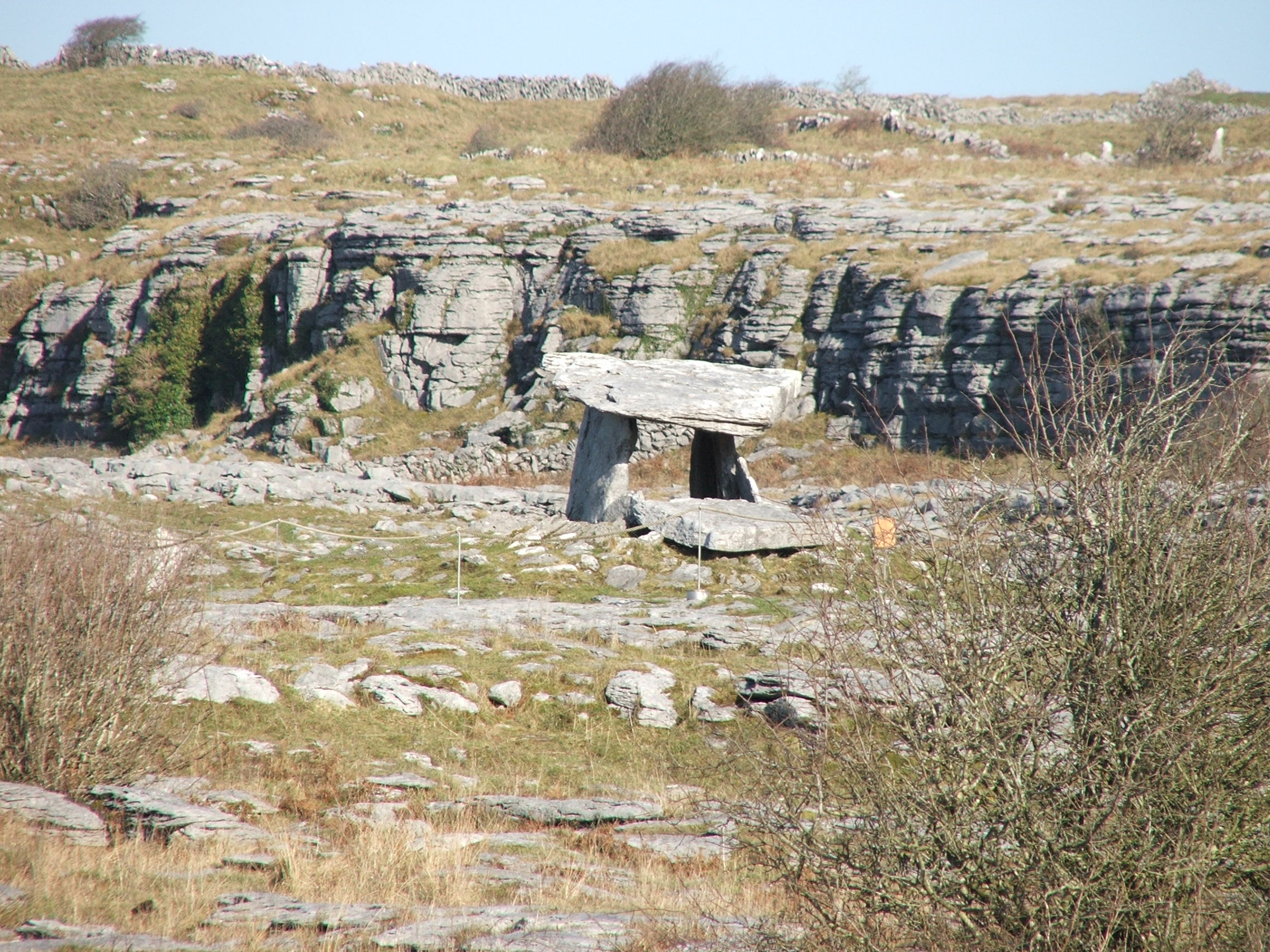
Un dolmen del parco
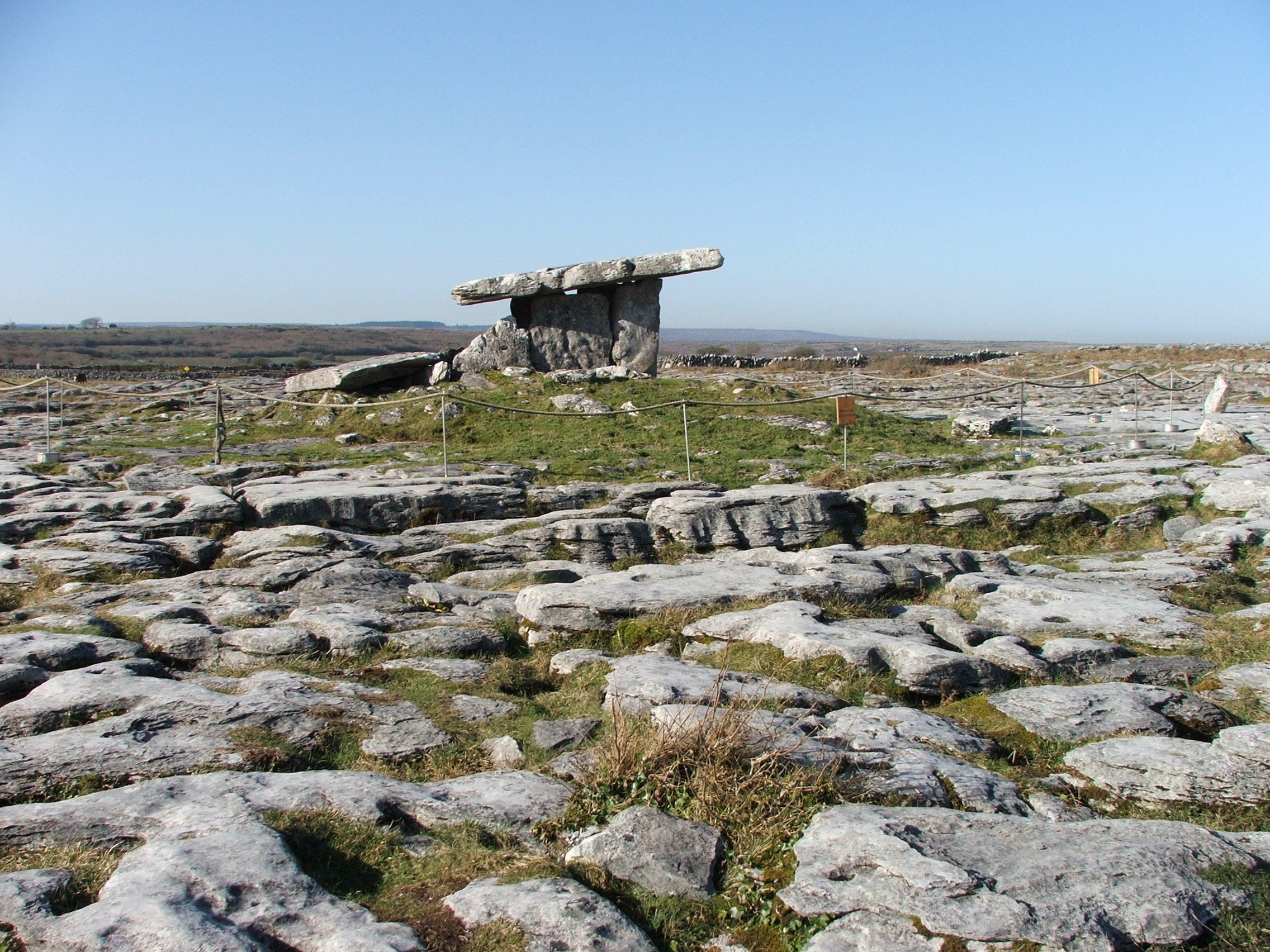
Un dolmen del parco
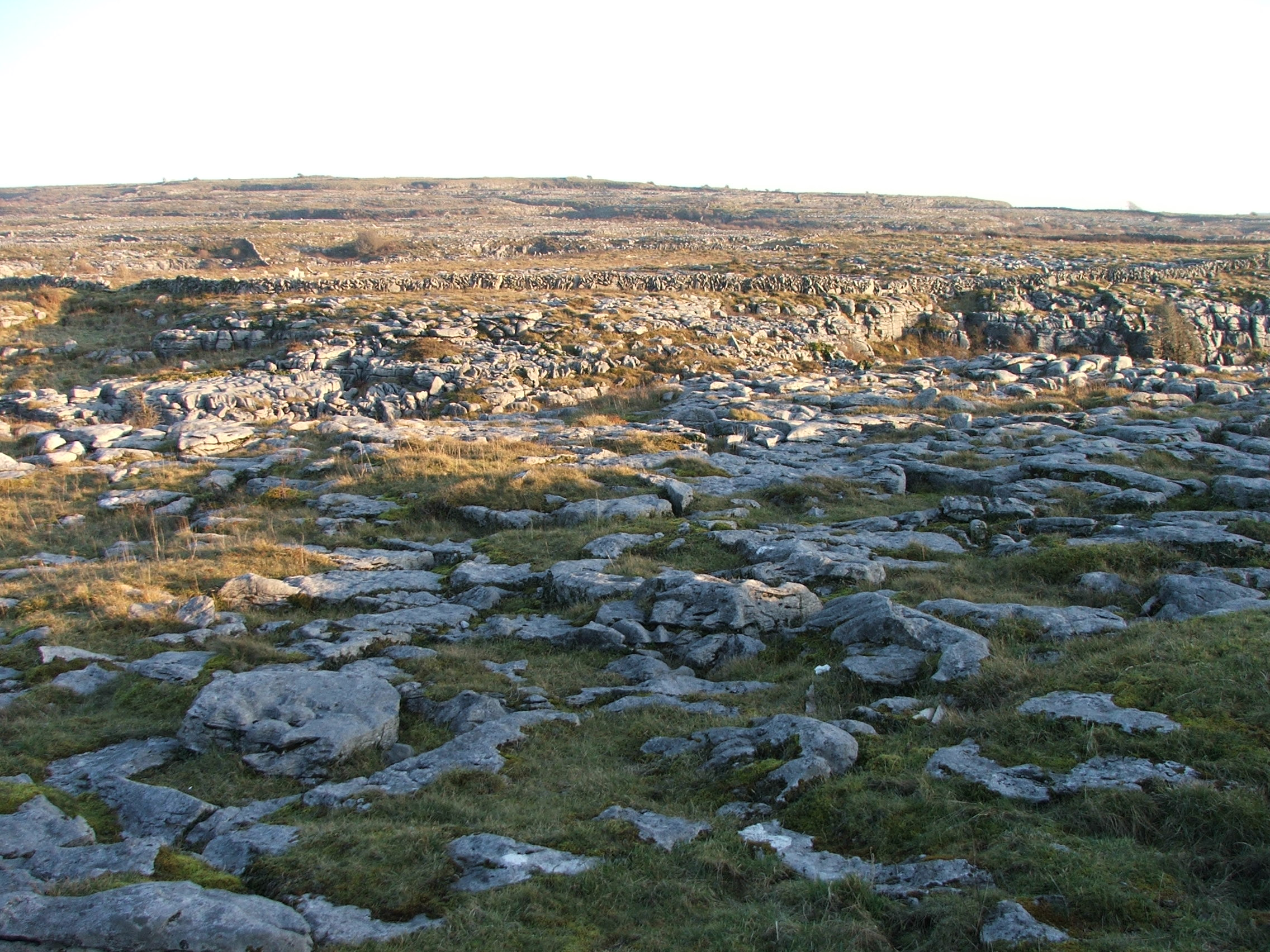
Paesaggio carsico